# Huntington Avenue Grounds
Le Huntington Avenue American League Base Ball Grounds est un ancien stade de baseball de la ville de Boston, dans le Massachusetts, aux États-Unis. Il a été le premier domicile des Red Sox de Boston.

## Histoire
Le stade a accueilli en 1903 la première Série mondiale de l'histoire du baseball entre la Ligue américaine et la Ligue nationale ; c'est également dans ce stade qu'a été achevé le premier match parfait de l'histoire des ligues majeures modernes, réalisé par le lanceur Cy Young le 5 mai 1904.